# Карпово (Дмитровський міський округ)
Ка́рпово (рос. Карпово) — присілок у складі Дмитровського міського округу Московської області, Росія.

## Населення
Населення — 31 особа (2010; 23 у 2002).
Національний склад (станом на 2002 рік):
- росіяни — 100 %